# Huvudskär
Huvudskär est un archipel suédois du sud de Stockholm composé d’environ 150 à 200 petites îles, rochers et écueils. 

## Présentation
L’archipel et la réserve naturelle environnante du même nom sont situés dans la paroisse d’Ornö, municipalité de Haninge dans le Södermanland (comté de Stockholm). Les îles sont une destination très populaire pour les bateaux de plaisance, qui accostent principalement près de Kronobryggan sur l’île principale d’Ålandsskär. Sjötaxi opère tous les jours à Ålandsskär pendant la saison touristique et un bateau de l’archipel part de Dalarö. En tant que port naturel, Huvudskär est considéré comme magnifique avec son lagon bleu tranquille pour les petits bateaux et les dalles de pierre grise sablées nues, mais les falaises sont sévèrement altérées par la mer. En hiver, lorsque les tempêtes de neige font rage, Huvudskär montre un côté complètement différent. Depuis 1972, Huvudskär est une réserve naturelle qui, en plus d’Ålandsskär, est détenue et gérée par la Fondation Archipelago.
Ålandsskär ne fait donc pas partie de la réserve, mais le propriétaire principal est l’État, qui a accordé des permis de construire des maisons privées sur des terrains non libres. Ce dernier fait permet un tourisme sur l’île qui manque complètement de routes publiques. Un certain nombre de parcelles privées avec de petits chalets peuvent être trouvées sur l’îlot qui se compose principalement de montagnes et de falaises. Bien que le soulèvement de la terre au fil du temps ait rendu l’île plus raide et moins accessible, vous pouvez nager à plusieurs endroits. Le seul puits d’eau douce s’étant asséché, toute l’eau doit maintenant y être transportée ou récupérée du puits de Lökskär. Les réseaux électriques font également défaut et la source d’énergie la plus courante est les unités de gaz alimentées au Gaz de pétrole liquéfié pour les ménages et les foyers. Il y a un bâtiment commun, un local pour l’équipe du village de l’île.

## Historique
Dès le Moyen Âge, Huvudskär est devenu un important port de pêche et c’est l’archipel principal à partir de 1450 qui en est venu à réglementer toute la pêche au hareng dans l’archipel de Stockholm pendant plusieurs siècles. Ce qui a été pêché était principalement le hareng et la morue, en outre, la chasse au phoque et aux oiseaux a été menée. La pêche de Huvudskär a été transférée en 1533 de Kronan au château de Tyresö, qui, cependant, moyennant une redevance pour le propriétaire du château, a autorisé à continuer à pêcher comme auparavant.
Les villages de pêcheurs de Huvudskär étaient considérés comme assez importants pour avoir besoin de chapelles, dont la première a été installée sur Ålandsskär en 1646. La chapelle a été déplacée peu de temps après à Lökskär. Les procès-verbaux de 1711 montrent que la majorité des hangars à poissons étaient alors situés sur Lökskär. Il y avait trois hangars à Malmskär et cinq à Ålandsskär. Beaucoup de ceux qui pêchaient venaient d’Åland, mais après que la zone de pêche à la morue ait été louée par un groupe de pêcheurs de Stockholm qui avaient interdit à d’autres d’y pêcher, les Ålanders ont choisi de ne pas revenir. En 1710, les pêcheurs furent gravement touchés par la peste qui faisait alors des ravages ; seuls cinq des pêcheurs de Stockholm sont revenus après que la peste se soit calmée. En relation avec les ravages russes de 1719, tous les bâtiments ont été incendiés, mais la plupart d’entre eux ont été reconstruits. Cependant, la chapelle qui a été reconstruite a ensuite été déplacée à Dalarö où elle a servi de bureau de poste avant d’être démolie.
Le plus ancien des hangars restants a une flûte à vent avec l’année 1749. Une nouvelle ligne pilote a été établie en 1826 entre Mellan-Rökn et Sköt-Rökn et plus loin sur Fjärdlångfjärden et Jungfrufjärden vers Stockholm. Elle servait de route de réserve et les bateaux qui avaient besoin de pilotes le signalaient aux « Booms » (Västerbommen, Järnbommen et Österbommen). Le premier phare et un poste de pilotage avec du personnel permanent ont été ajoutés dans les années 1880, ainsi qu’un poste de douane habité. Une école a été construite sur l’île en 1884 et il y avait aussi un bureau de poste. Une centaine de personnes vivaient à l’époque sur Huvudskär.
Une station de sauvetage en mer pour les bateaux en détresse a été créée en 1944. Pendant la Seconde Guerre mondiale, Huvudskär est devenu un site de débarquement pour de nombreux réfugiés baltes. La station de sauvetage a été déplacée à Ornö en 1973, mais la garde côtière vient parfois jeter l’ancre. Pendant les ravages de la Seconde Guerre mondiale, la plupart des gens ont déménagé sur le continent, seuls restant sur place des postes militaires, une station météorologique et un croiseur de sauvetage. Il y avait encore quelques familles résidentes permanentes dans les années 1950. La dernière famille avec enfants était les Andersson qui, après sept ans passés à Huvudskär avec la responsabilité de la supervision, des bulletins météorologiques et du sauvetage en mer, a déménagé à Fjärdlång en 1957.
Le poste de douane a été fermé en 1925 et le poste de pilotage en 1942. Lorsque l’ancien phare a été remplacé par un nouveau en 1931, le chalet du gardien du phare, qui avait été construit avec le phare, a été déplacé dans l’archipel nord de Stockholm et l’ancien phare a été démoli. La maison pilote et Tullhuset, qui sont les deux plus grands bâtiments de l’intersection, ont été des logements de service pour chaque groupe professionnel. Ce dernier est géré depuis 1972 comme une auberge sous les auspices de la municipalité de Haninge.

## Phare de Huvudskär
Un phare existe à Huvudskär depuis les années 1880, un phare lanterne était alors assis sur le toit de la maison du gardien du phare. En 1931, un nouveau phare en béton alimenté au gaz acétylène a été construit. Il est toujours debout, mais il est alimenté à l’énergie solaire depuis les années 1990.

## Galerie

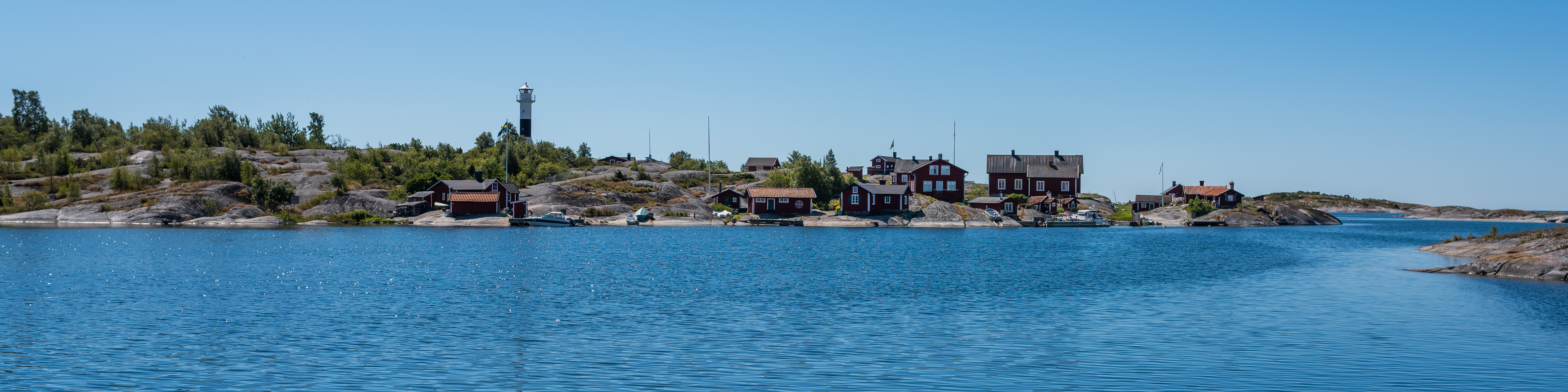
Huvudskär en 2016.
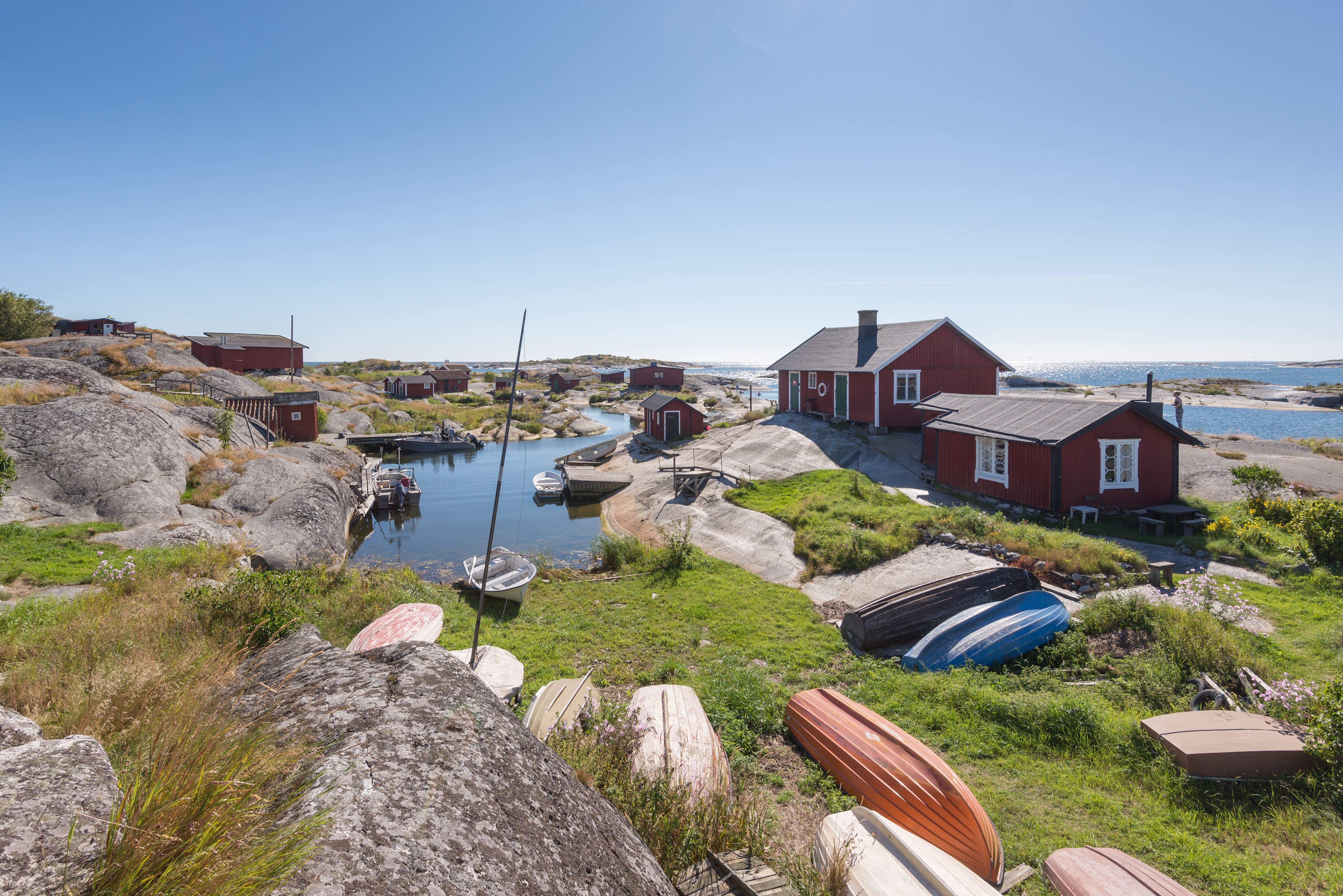
Les bâtiments autour de la petite baie portuaire.
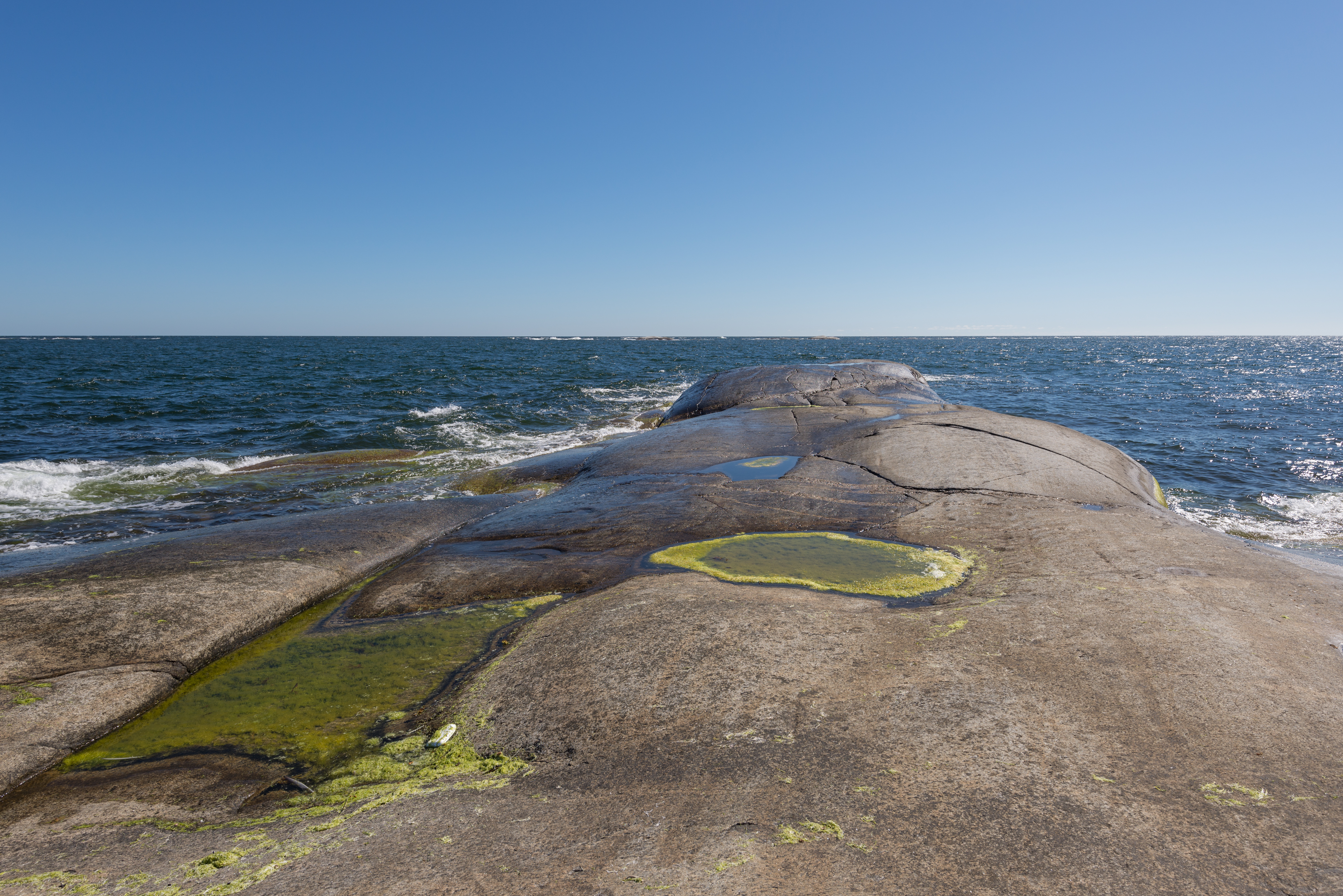
Falaises sur la partie orientale de l’île.
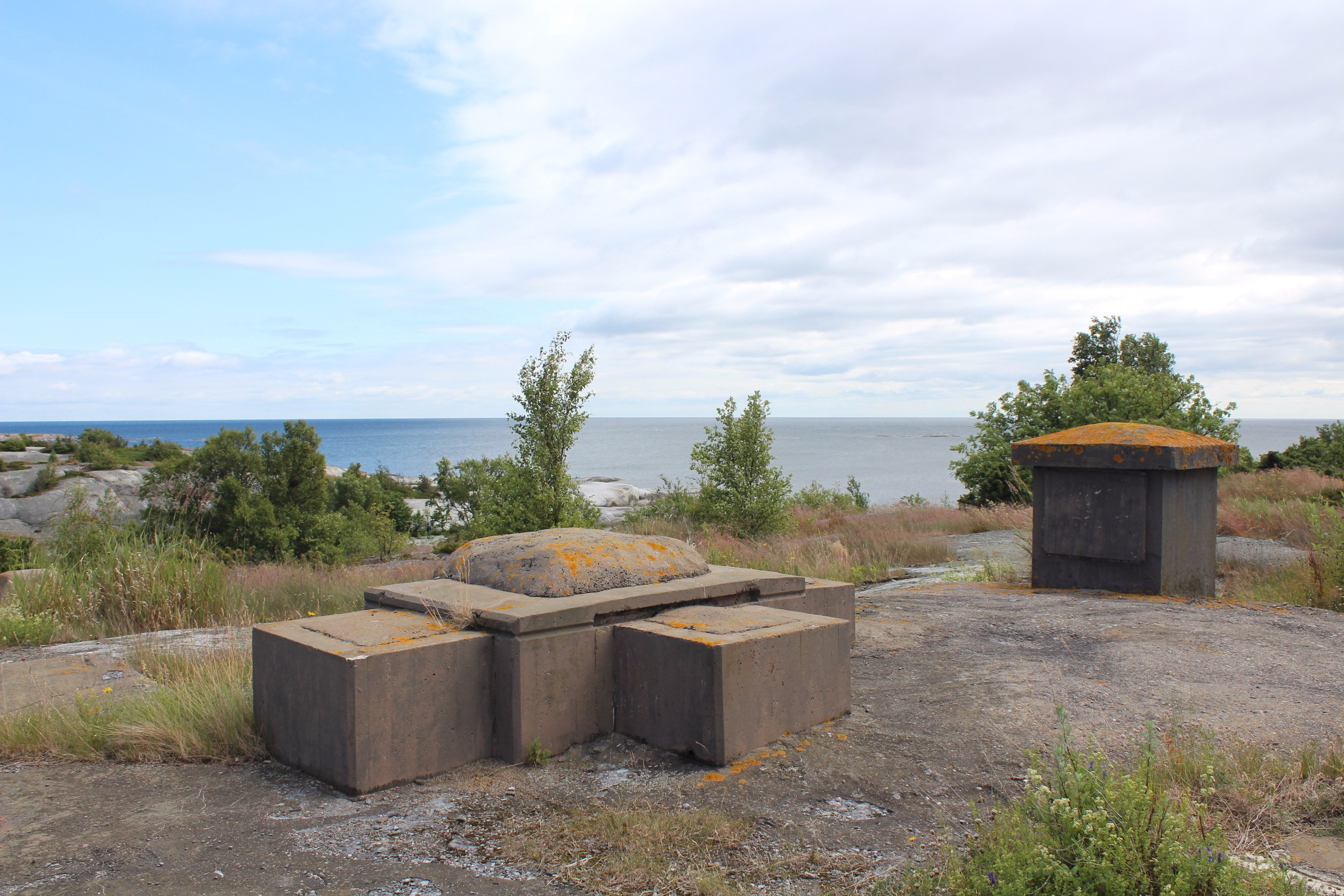
Vestiges d’installations militaires.
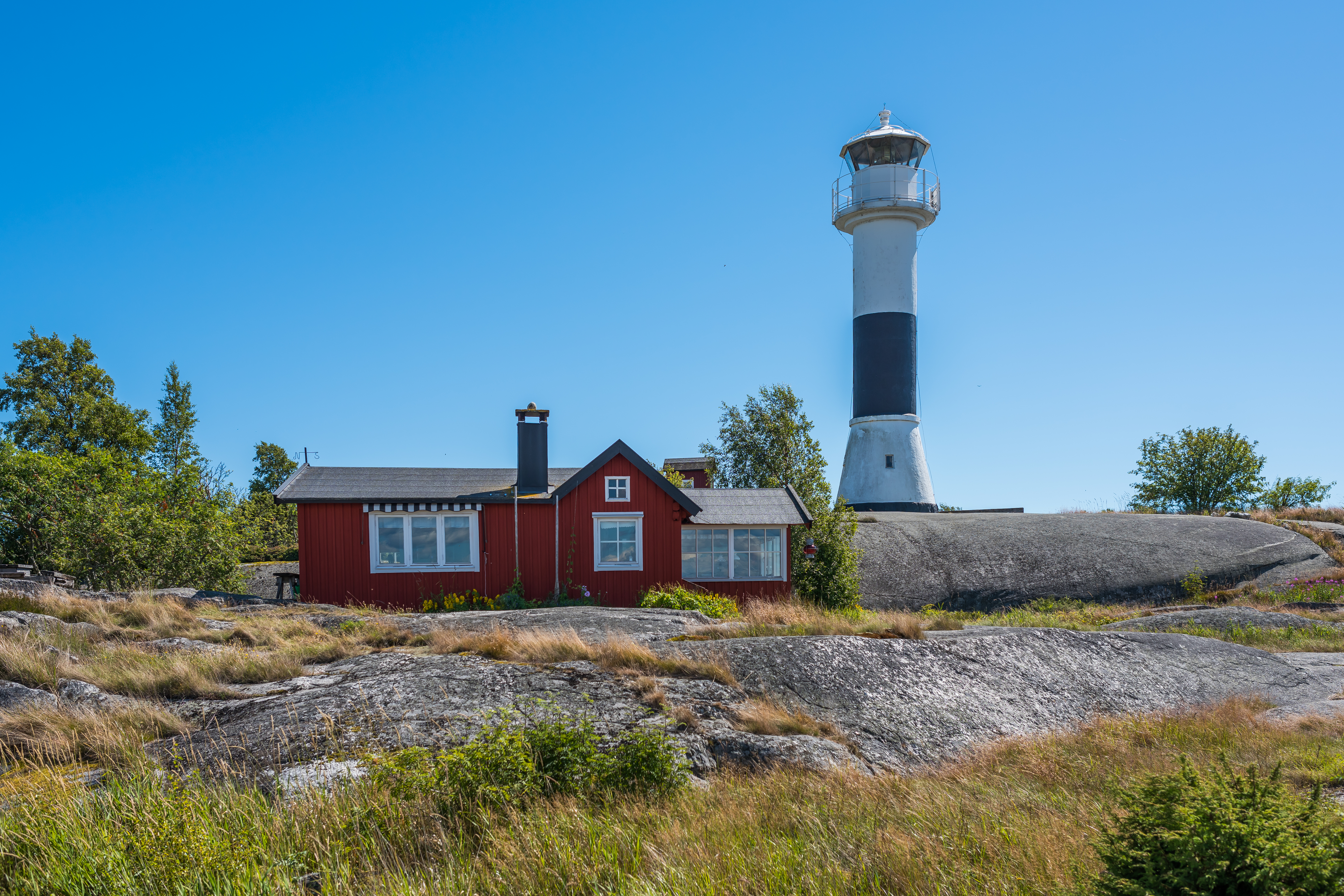
Le phare avec l’ancienne cabine du pilote.
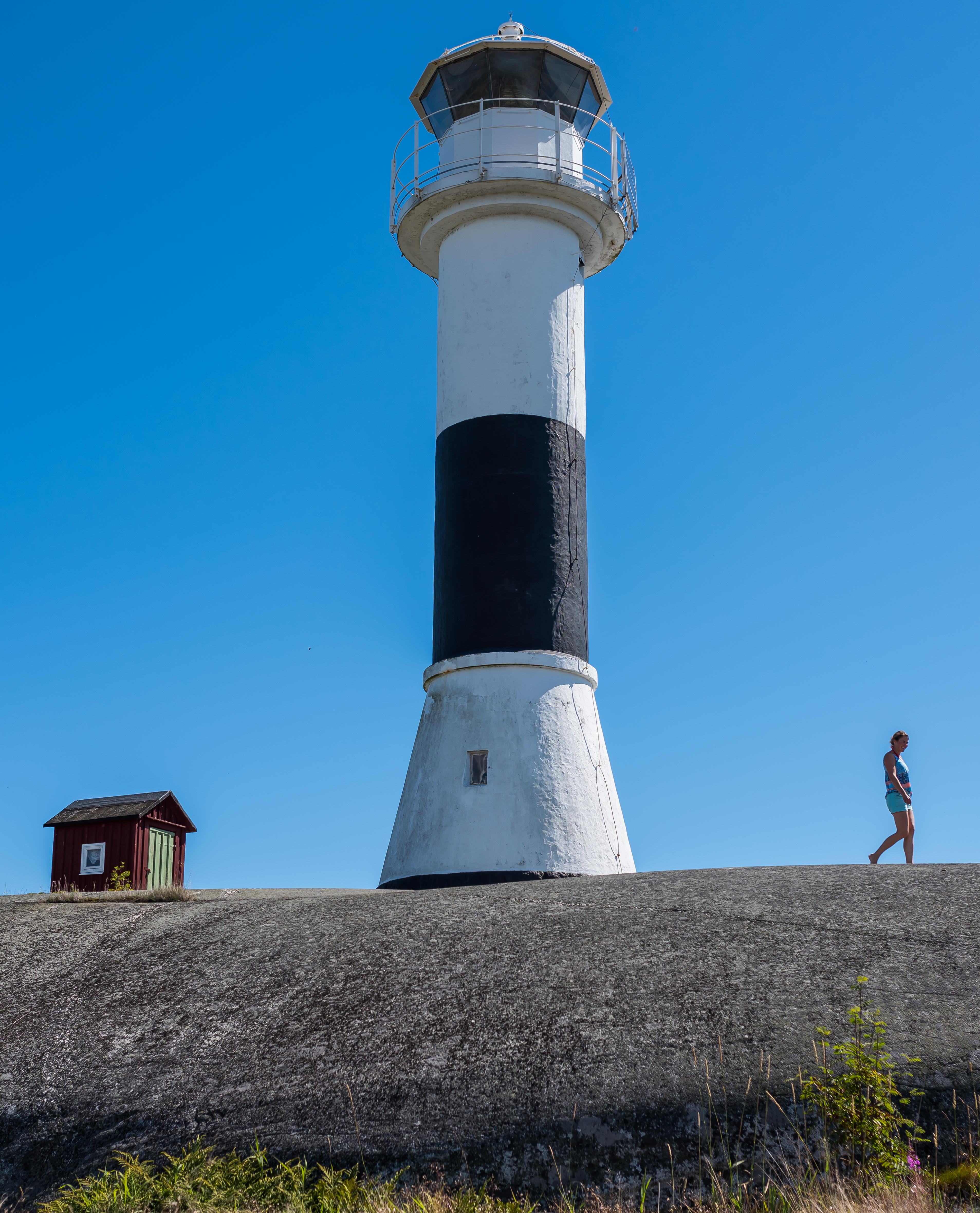
Phare de Huvudskär.
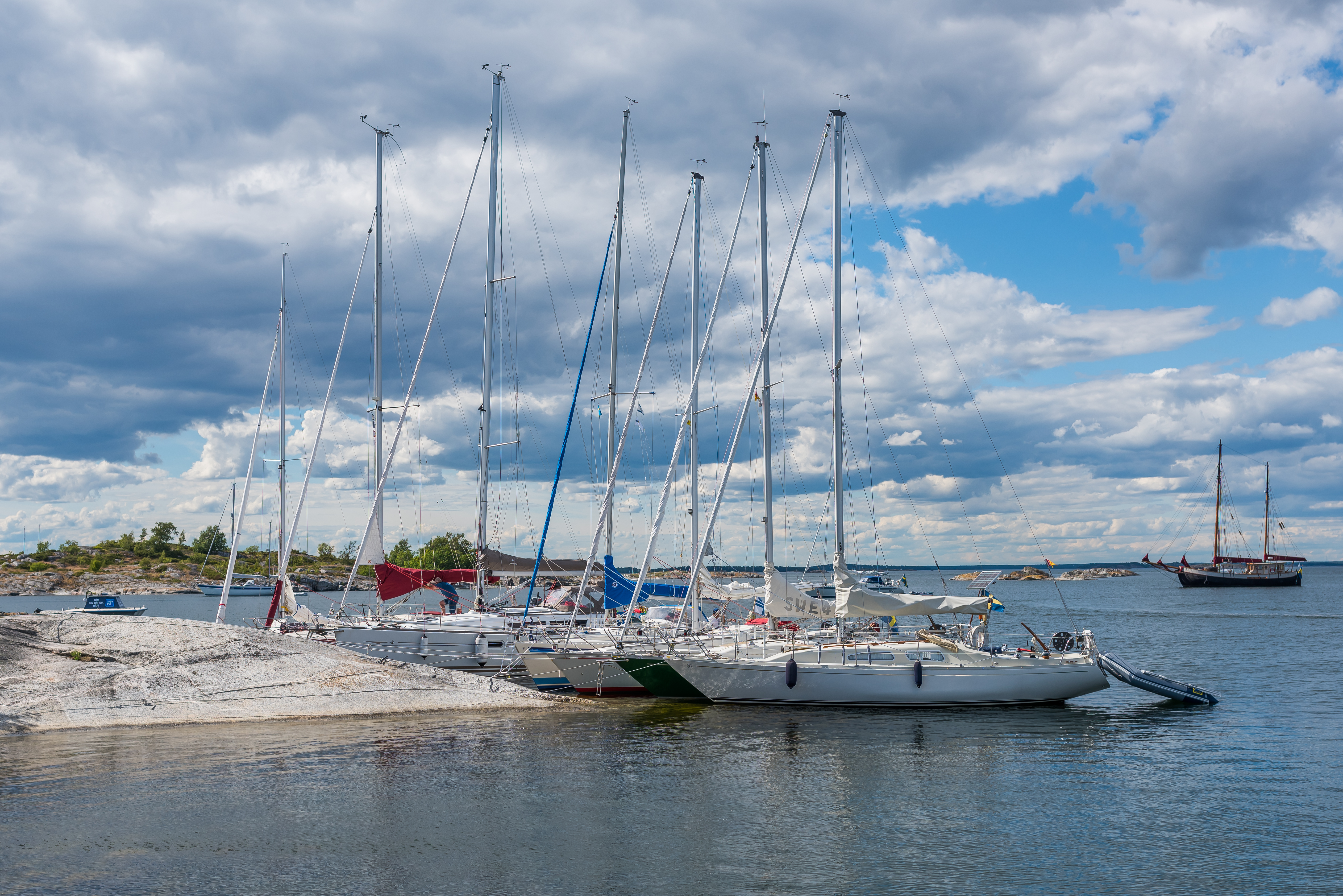
Port naturel populaire.
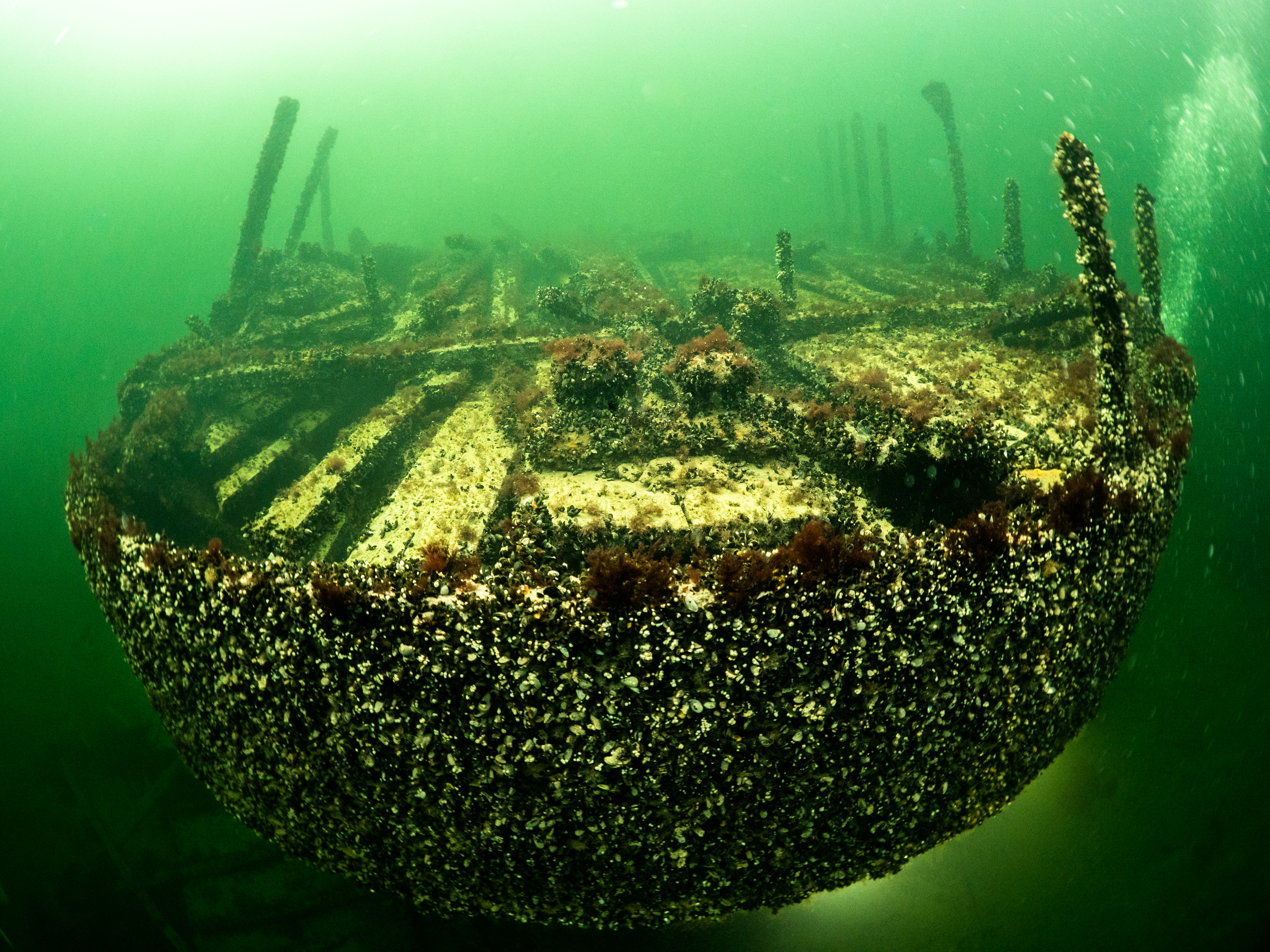
L’épave du Fylgia à Huvudskär.